# Dżubb ad-Dam (Dżarabulus)
Dżubb ad-Dam (arab. جب الدم) – wieś w Syrii, w muhafazie Aleppo, w dystrykcie Dżarabulus. W 2004 roku liczyła 358 mieszkańców.